# Robinson Idehen
Eghosasere Robinson Idehen Idehen (Tudela, Navarra; 17 de noviembre de 1997), conocido deportivamente como Robinson Idehen, es un baloncestista español que pertenece a la plantilla del FC Cartagena Baloncesto de la Primera FEB. Con 2,10 metros de estatura, juega en la posición de pívot.

## Trayectoria deportiva
El tuledano dejó España a muy temprana edad y se formó en Estados Unidos tras ingresar en la High School Modesto Christian. En la temporada 2017-18, formaría parte del Trinity Valley Community College en Texas con el que jugaría la JUCO, desde donde ingresó en 2018 en la Universidad de California en Santa Bárbara. Robinson jugó durante 4 temporadas la Division I de la NCAA con los Gauchos desde 2018 hasta su graduación en 2022, temporada en la que firmó promedios de 5.4 puntos y 3.3 rebotes.
Tras no ser drafteado en 2022, el 4 de agosto de dicho año firma por el CB Almansa de la Liga LEB Oro. Únicamente pudo disputar 10 partidos (con promedios de 10.7 puntos y 5.6 rebotes) antes de sufrir una grave lesión (fractura abierta de tibia y peroné) en el mes de diciembre, por la que causó baja para el resto de la temporada 2022/23.
Tras más de 700 días de recuperación, su regreso a la competición se produjo en febrero de 2025, disputando 12 partidos con el CB L'Horta Godella de Segunda FEB en los que promedió 4.4 puntos y 3.1 rebotes.
El 23 de julio de 2025, firma por el FC Cartagena Baloncesto de Primera FEB.

### Selección nacional
En 2017, fue internacional U20 con la Selección de baloncesto de España.